# Puchar Kontynentalny w skokach narciarskich 1997/1998
Puchar Kontynentalny w skokach narciarskich 1997/1998 rozpoczął się 28 czerwca 1997 w Velenje na skoczni Grajski grič, a zakończył 5 kwietnia 1998 na dużej skoczni Rukatunturi w Ruce. Zwycięzcą cyklu po 52 konkursach został Niemiec Alexander Herr wyprzedzając o 466 punktów Austriaka Falko Krismayra. Triumfator z poprzedniego sezonu, Jaroslav Kahánek zakończył sezon na piętnastym miejscu.

## Kalendarz i wyniki
Opracowano na podstawie
| Lp.                                           | Data                                          | Miejscowość                                   | Skocznia                                      | Punkt K                                       | Uwagi                                         | 1. miejsce                 | 2. miejsce                   | 3. miejsce            |
| --------------------------------------------- | --------------------------------------------- | --------------------------------------------- | --------------------------------------------- | --------------------------------------------- | --------------------------------------------- | -------------------------- | ---------------------------- | --------------------- |
| 1.                                            | 28 czerwca 1997                               | Velenje                                       | Grajski grič                                  | K-85                                          | –                                             | Primož Peterka             | Jure Radelj                  | Peter Žonta           |
| 2.                                            | 29 czerwca 1997                               | Velenje                                       | Grajski grič                                  | K-85                                          | –                                             | Primož Peterka             | Adam Małysz                  | Robert Meglič         |
| 3.                                            | 14 sierpnia 1997                              | Rælingen                                      | Marikollen                                    | K-88                                          | –                                             | Stein Henrik Tuff          | Wilhelm Brenna               | Tommy Ingebrigtsen    |
| 4.                                            | 15 sierpnia 1997                              | Rælingen                                      | Marikollen                                    | K-88                                          | –                                             | brak danych                | brak danych                  | brak danych           |
| 5.                                            | 16 sierpnia 1997                              | Zakopane                                      | Średnia Krokiew                               | K-85                                          | –                                             | Roland Wakolm              | Wojciech Skupień             | Krystian Długopolski  |
| 6.                                            | 17 sierpnia 1997                              | Zakopane                                      | Średnia Krokiew                               | K-85                                          | –                                             | Wojciech Skupień           | Wolfgang Loitzl              | Robert Mateja         |
| 7.                                            | 7 września 1997                               | Frenštát pod Radhoštěm                        | Areal Horečky                                 | K-90                                          | –                                             | Jaroslav Sakala            | Jakub Janda                  | Adam Małysz           |
| 8.                                            | 8 września 1997                               | Frenštát pod Radhoštěm                        | Areal Horečky                                 | K-90                                          | –                                             | Jaroslav Sakala            | Adam Małysz                  | Krystian Długopolski  |
| 9.                                            | 13 września 1997                              | Oberhof                                       | Hans-Renner-Schanze                           | K-120                                         | –                                             | Martin Schmitt             | Christof Duffner             | Jakub Sucháček        |
| 10.                                           | 14 września 1997                              | Oberhof                                       | Hans-Renner-Schanze                           | K-120                                         | –                                             | Martin Schmitt             | Krystian Długopolski         | Christof Duffner      |
| 11.                                           | 20 września 1997                              | Hakuba                                        | Olimpijska                                    | K-120                                         | –                                             | Takanobu Okabe             | Masahiko Harada              | Wolfgang Loitzl       |
| 12.                                           | 21 września 1997                              | Hakuba                                        | Olimpijska                                    | K-120                                         | –                                             | Kazuyoshi Funaki           | Noriaki Kasai                | Takanobu Okabe        |
| 13.                                           | 13 grudnia 1997                               | Chamonix                                      | Tremplin aux Bossons                          | K-95                                          | –                                             | Jérôme Gay                 | Miha Rihtar                  | Arne Sneli            |
| 14.                                           | 14 grudnia 1997                               | Chamonix                                      | Tremplin aux Bossons                          | K-95                                          | –                                             | Jérôme Gay                 | Sylvain Freiholz             | Lucas Chevalier-Girod |
| 15.                                           | 19 grudnia 1997                               | Lahti                                         | Salpausselkä                                  | K-90                                          | –                                             | Toni Nieminen              | Pasi Huttunen Falko Krismayr |                       |
| 16.                                           | 20 grudnia 1997                               | Lahti                                         | Salpausselkä                                  | K-90                                          | –                                             | Falko Krismayr             | Pasi Huttunen                | Stian Kvarstad        |
| 17.                                           | 20 grudnia 1997                               | Oberwiesenthal                                | Fichtelbergschanzen                           | K-90                                          | –                                             | Frank Reichel              | Gerd Siegmund                | Gerhard Gattinger     |
| 18.                                           | 21 grudnia 1997                               | Lahti                                         | Salpausselkä                                  | K-90                                          | –                                             | Tom Aage Aarnes Frode Håre |                              | Stian Kvarstad        |
| 19.                                           | 21 grudnia 1997                               | Oberwiesenthal                                | Fichtelbergschanzen                           | K-90                                          | –                                             | Michael Kury               | Damjan Fras                  | Gerd Siegmund         |
| 20.                                           | 26 grudnia 1997                               | Sankt Moritz                                  | Olympiaschanze                                | K-95                                          | –                                             | Martin Schmitt             | Sylvain Freiholz             | Jérôme Gay            |
| 21.                                           | 15 stycznia 1998                              | Sapporo                                       | Miyanomori                                    | K-90                                          | –                                             | Takanobu Okabe             | Michael Kury                 | Jin’ya Nishikata      |
| 22.                                           | 17 stycznia 1998                              | Sapporo                                       | Ōkurayama                                     | K-120                                         | –                                             | Hideharu Miyahira          | Takanobu Okabe               | Akira Higashi         |
| 23.                                           | 17 stycznia 1998                              | Garmisch-Partenkirchen                        | Große Olympiaschanze                          | K-115                                         | –                                             | Falko Krismayr             | Stian Kvarstad               | Alexander Herr        |
| 24.                                           | 18 stycznia 1998                              | Sapporo                                       | Ōkurayama                                     | K-120                                         | –                                             | Ryūji Takahashi            | Takanobu Okabe               | Damjan Fras           |
| 25.                                           | 18 stycznia 1998                              | Garmisch-Partenkirchen                        | Große Olympiaschanze                          | K-115                                         | –                                             | Alexander Herr             | Jakub Sucháček               | Stian Kvarstad        |
| 26.                                           | 24 stycznia 1998                              | Liberec                                       | Ještěd A                                      | K-120                                         | –                                             | Robert Mateja              | Jakub Jiroutek               | František Jež         |
| 27.                                           | 25 stycznia 1998                              | Liberec                                       | Ještěd A                                      | K-120                                         | –                                             | Michael Kury               | Wojciech Skupień             | Jakub Jiroutek        |
| 28.                                           | 6 lutego 1998                                 | Villach                                       | Alpenarena                                    | K-90                                          | –                                             | Maxime Belleville          | Alexander Herr               | Grega Lang            |
| 29.                                           | 7 lutego 1998                                 | Planica                                       | Bloudkova velikanka                           | K-120                                         | –                                             | Alexander Herr             | Ingemar Mayr                 | Ralf Gebstedt         |
| 30.                                           | 7 lutego 1998                                 | Westby                                        | Snowflake                                     | K-106                                         | –                                             | Jakub Jiroutek             | Ivan Lunardi                 | Simen Berntsen        |
| 31.                                           | 8 lutego 1998                                 | Planica                                       | Bloudkova velikanka                           | K-120                                         | –                                             | Alexander Herr             | Grega Lang                   | Matthias Wallner      |
| 32.                                           | 8 lutego 1998                                 | Westby                                        | Snowflake                                     | K-106                                         | –                                             | Robert Kranjec             | Wilhelm Brenna               | Tom Aage Aarnes       |
| 33.                                           | 13 lutego 1998                                | Reit im Winkl                                 | Franz-Haslberger-Schanze                      | K-90                                          | –                                             | Ronny Hornschuh            | Martin Zimmermann            | Ingemar Mayr          |
| 34.                                           | 14 lutego 1998                                | Saalfelden                                    | Bibergschanze                                 | K-85                                          | –                                             | Martin Zimmermann          | Matthias Wallner             | Jaroslav Kahánek      |
| 35.                                           | 14 lutego 1998                                | Iron Mountain                                 | Pine Mountain                                 | K-120                                         | –                                             | Alexander Herr             | Jakub Jiroutek               | Roman Křenek          |
| 36.                                           | 15 lutego 1998                                | Oslo                                          | Holmenkollbakken                              | K-120                                         | –                                             | Morten Ågheim              | Erling Enger                 | Sturle Holseter       |
| 37.                                           | 15 lutego 1998                                | Iron Mountain                                 | Pine Mountain                                 | K-120                                         | –                                             | Alexander Herr             | Jakub Jiroutek               | Simen Berntsen        |
| 38.                                           | 15 lutego 1998                                | Ruhpolding                                    | Große Zirmbergschanze                         | K-108                                         | –                                             | Ingemar Mayr               | Jaroslav Kahánek             | Christof Duffner      |
| 39.                                           | 21 lutego 1998                                | Ishpeming                                     | Suicide Hill                                  | K-90                                          | –                                             | Alexander Herr             | Kurt Børset                  | Maxime Belleville     |
| 40.                                           | 21 lutego 1998                                | Willingen                                     | Mühlenkopfschanze                             | K-120                                         | –                                             | Grega Lang                 | Dirk Else                    | Martin Zimmermann     |
| 41.                                           | 22 lutego 1998                                | Ishpeming                                     | Suicide Hill                                  | K-90                                          | –                                             | Alexander Herr             | Roman Křenek                 | Simen Berntsen        |
| 42.                                           | 22 lutego 1998                                | Willingen                                     | Mühlenkopfschanze                             | K-120                                         | –                                             | Jakub Janda                | Kjell Erik Sagbakken         | Martin Zimmermann     |
| 43.                                           | 7 marca 1998                                  | Schönwald im Schwarzwald                      | Adlerschanze                                  | K-85                                          | TSch                                          | Roman Křenek               | Wilhelm Brenna               | Kjell Erik Sagbakken  |
| 44.                                           | 8 marca 1998                                  | Schönwald im Schwarzwald                      | Adlerschanze                                  | K-85                                          | TSch                                          | Roman Křenek               | Jakub Hlava                  | Damjan Fras           |
| Turniej Schwarzwaldzki – klasyfikacja końcowa | Turniej Schwarzwaldzki – klasyfikacja końcowa | Turniej Schwarzwaldzki – klasyfikacja końcowa | Turniej Schwarzwaldzki – klasyfikacja końcowa | Turniej Schwarzwaldzki – klasyfikacja końcowa | Turniej Schwarzwaldzki – klasyfikacja końcowa | Roman Křenek               | Wilhelm Brenna               | Kjell Erik Sagbakken  |
| 45.                                           | 8 marca 1998                                  | Sapporo                                       | Ōkurayama                                     | K-120                                         | –                                             | Kenji Suda                 | Jin’ya Nishikata             | Kazuya Yoshioka       |
| 46.                                           | 11 marca 1998                                 | Zaō                                           | Yamagata                                      | K-85                                          | –                                             | Jin’ya Nishikata           | Kenji Suda                   | Masayuki Satō         |
| 47.                                           | 12 marca 1998                                 | Zaō                                           | Yamagata                                      | K-85                                          | –                                             | Masayuki Satō              | Jin’ya Nishikata             | Karl-Heinz Dorner     |
| 48.                                           | 13 marca 1998                                 | Courchevel                                    | Tremplin du Praz                              | K-90                                          | –                                             | Damjan Fras                | Gerhard Gattinger            | Morten Ågheim         |
| 49.                                           | 14 marca 1998                                 | Courchevel                                    | Tremplin du Praz                              | K-90                                          | –                                             | Michael Uhrmann            | Jakub Janda                  | Morten Ågheim         |
| 50.                                           | 29 marca 1998                                 | Rovaniemi                                     | Ounasvaara                                    | K-90                                          | –                                             | Janne Ahonen               | Ville Kantee                 | Kimmo Savolainen      |
| 51.                                           | 4 kwietnia 1998                               | Ruka                                          | Rukatunturi                                   | K-120                                         | –                                             | Sigurd Pettersen           | Tami Kiuru                   | Morten Ågheim         |
| 52.                                           | 5 kwietnia 1998                               | Ruka                                          | Rukatunturi                                   | K-120                                         | –                                             | Morten Ågheim              | Pekka Salminen               | Toni Nieminen         |

## Klasyfikacja generalna
| Miejsce | Zawodnik          | Punkty |
| ------- | ----------------- | ------ |
| 1.      | Alexander Herr    | 1173   |
| 2.      | Falko Krismayr    | 707    |
| 3.      | Damjan Fras       | 666    |
| 4.      | Michael Kury      | 634    |
| 5.      | Matthias Wallner  | 623    |
| 6.      | Jakub Janda       | 612    |
| 7.      | Klaus Allgayer    | 545    |
| 8.      | Stian Kvarstad    | 538    |
| 9.      | Ralf Gebstedt     | 533    |
| 10.     | Jakub Jiroutek    | 516    |
| 11.     | Roman Křenek      | 509    |
| 12.     | Martin Zimmermann | 491    |
| 13.     | Roland Wakolm     | 488    |
| 14.     | Wilhelm Brenna    | 466    |
| 15.     | Jaroslav Kahánek  | 465    |
| 16.     | Michael Uhrmann   | 458    |
| 17.     | Wojciech Skupień  | 449    |
| 18.     | Toni Nieminen     | 443    |
| 19.     | Robert Kranjec    | 439    |
| 20.     | Jure Radelj       | 438    |
| ...     |                   |        |